# Radio Rezonans
Radio Rezonans – rozgłośnia radiowa z Sosnowca nadająca do 2002 roku program lokalny na terenie Zagłębia Dąbrowskiego, ale słuchane także na Górnym Śląsku (głównie Katowice).
Potocznie zwane Radiem "R" zaczęło swe nadawanie 20 stycznia 1993 roku jako radio miejsko-studenckie. Z braku koncesji na jakiś czas znikło z eteru, by powrócić już całkiem legalnie na częstotliwości 99,1 MHz 7 stycznia 1995 roku. Rozgłośnia prezentowała niesformatowaną muzykę dla słuchaczy w każdym wieku. Będąc blisko słuchacza w swoich audycjach poruszało problem alkoholizmu czy bezdomnych zwierząt, spraw lokalnych. Istniał także program przygotowywany przez diecezję sosnowiecką. Radio było patronem wielu lokalnych imprez.
Najpopularniejsze audycje to niedzielny Koncert życzeń, Lista przebojów "3x M" (później "Ambasada Modnego Grania") emitowana w każdy poniedziałek o godz. 19:05, Sunday Party, Pogotowie muzyczne, Prywatka po polsku. Pierwsza siedziba rozgłośni mieściła się przy ulicy Będzińskiej 39, a następnie przy ul. Suchej 7b.
W czerwcu 2002 roku radio nawiązało współpracę z siecią radiową ESKA zmieniając nazwę na ESKA-Rezonans. Zmienił się tym samym format na bardziej młodzieżowy. We wrześniu 2003 roku z nazwy usunięty został człon "Rezonans", a także rozwiązano umowy z większością czołowych, doświadczonych i popularnych prezenterów i dziennikarzy tego radia, zastępując ich DJ-ami i tym samym do historii przeszła jedyna w Zagłębiu lokalna rozgłośnia radiowa. Od tego czasu na 99,1 MHz istnieje Radio Eska Śląsk 99,1 FM.